# BMW C1

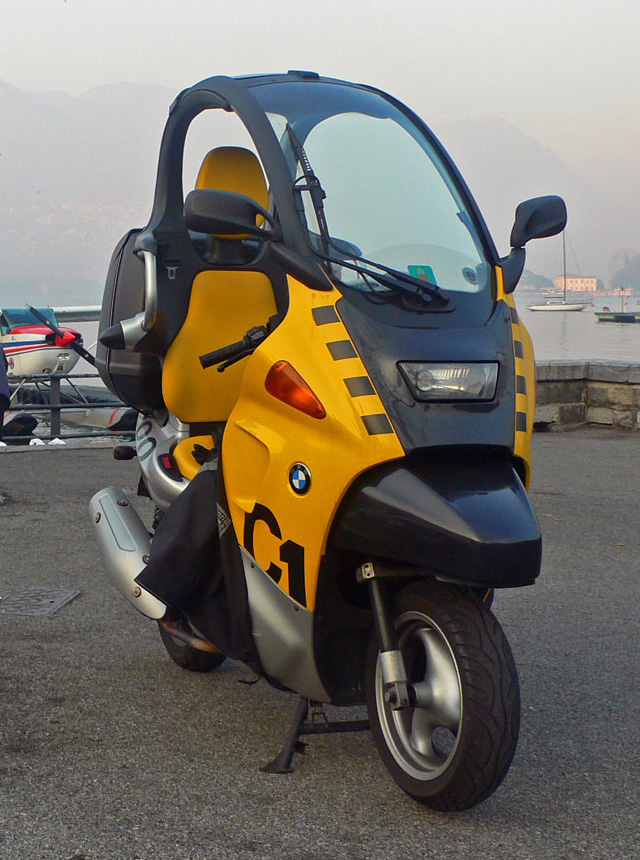
BMW C1 200 "Family Friend".

La BMW C1 es una motocicleta lanzada al mercado por el fabricante alemán BMW entre el año 2001 y octubre de 2003. Aunque el motor de 176cc solo tiene 3 caballos más de potencia, su caja de marchas permite una aceleración muy superior.

## Modelos
Solamente se hicieron dos modelos en numerosos diseños diferentes y con una amplia gama de accesorios. El motor es de inyección con un solo cilindro de cuatro válvulas. Gracias a este diseño moderno su potencia es bastante superior a la media. Los modelos son:
- BMW C1 125 (motor de 124cc)
- BMW C1 200 (motor de 176cc)

## Historia
La intención de BMW fue vender a conductores de sus automóviles, proporcionándoles la misma seguridad y confort que un automóvil. El mercado puntual era el motociclista de las grandes ciudades. Lo más novedoso del diseño fue su célula de pasajero ofreciendo una seguridad sin precedentes. Con dos cinturones de seguridad, sistema antibloqueo de frenos y zonas de absorción frontales y laterales en caso de impacto, salvo en dos países (Suecia y Gran Bretaña), se pudo prescindir del uso del casco de seguridad. En el resto, (España, Alemania, Israel, Suiza, Italia, Francia) se permitió su conducción tal y como BMW pretendió desde el primer momento.
China ha fabricado una copia, pero sin la seguridad que ofrece el modelo alemán.
El vehículo ha pasado a ser un objeto de culto entre muchos usuarios. Se propagan clubs y foros en Internet en varios países europeos que ayudan a mantener este vehículo en marcha al más bajo precio posible. Algunos propietarios llegan a ser dueños de hasta cinco o seis unidades de C1, y su precio de segunda mano se mantiene muy alto en comparación con otras motocicletas.
Se vendieron 10.614 unidades en 2001 y solamente 2.000 unidades en 2002. En octubre del mismo año cesó su producción, pero todavía hay piezas de recambio disponibles en concesionarios BMW.

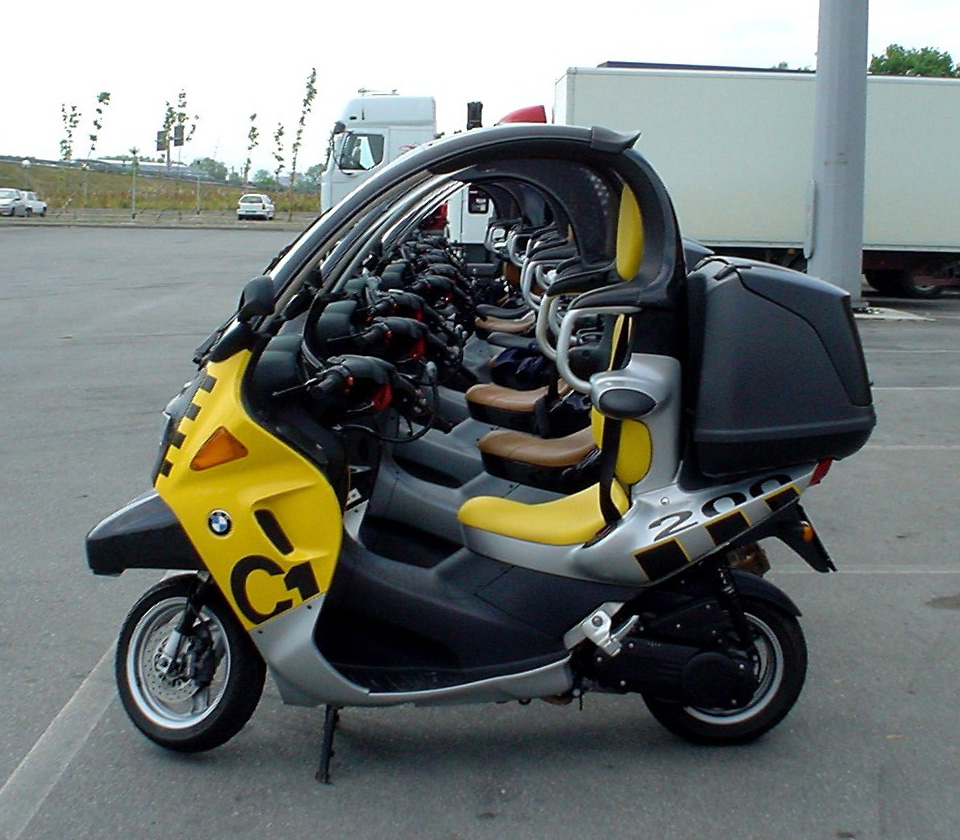
C1 (Vista lateral del "Family Friend").

### Clubs BMW C1 en Europa

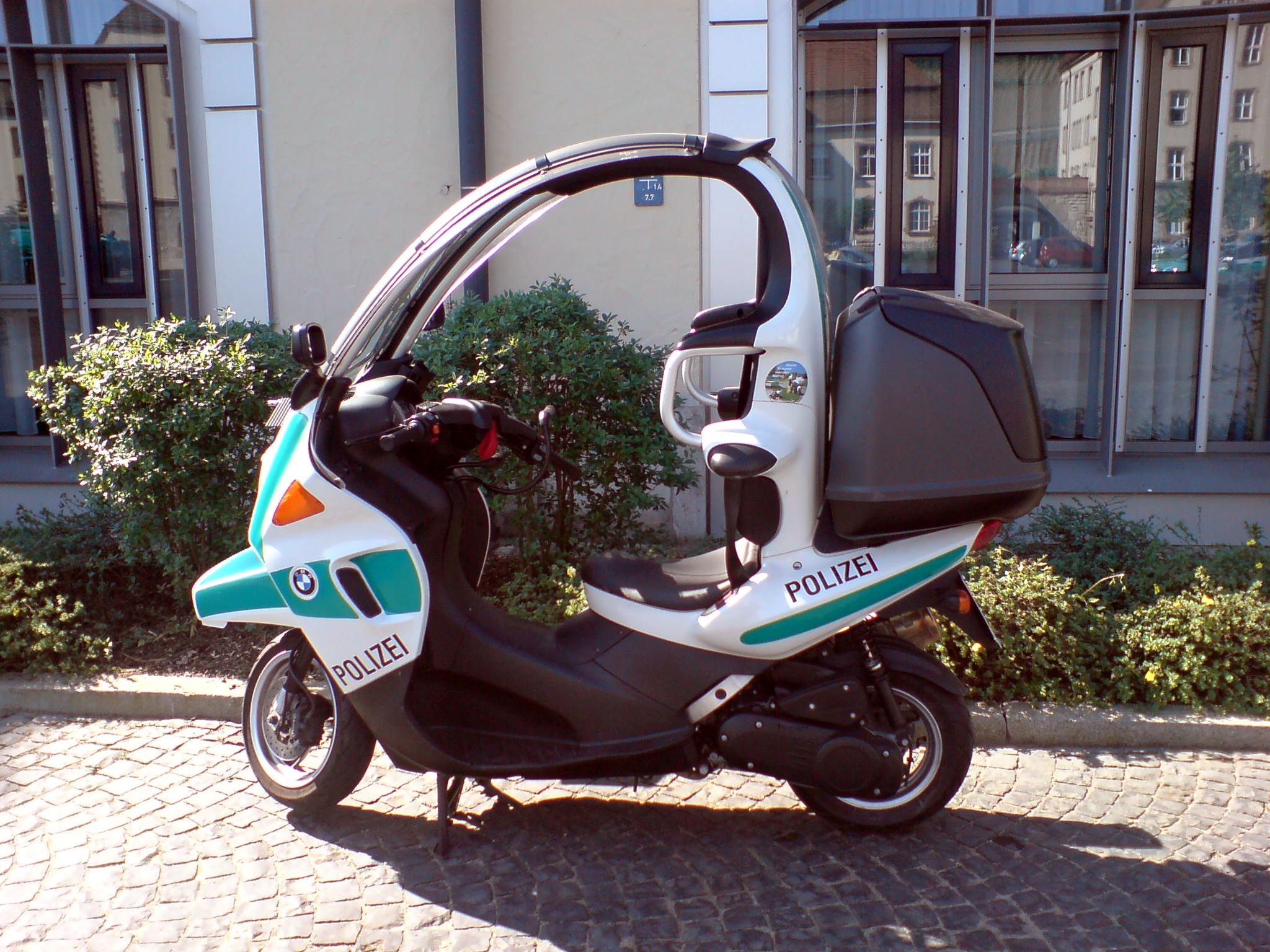
BMW C1 de la policía Alemana de Baviera.

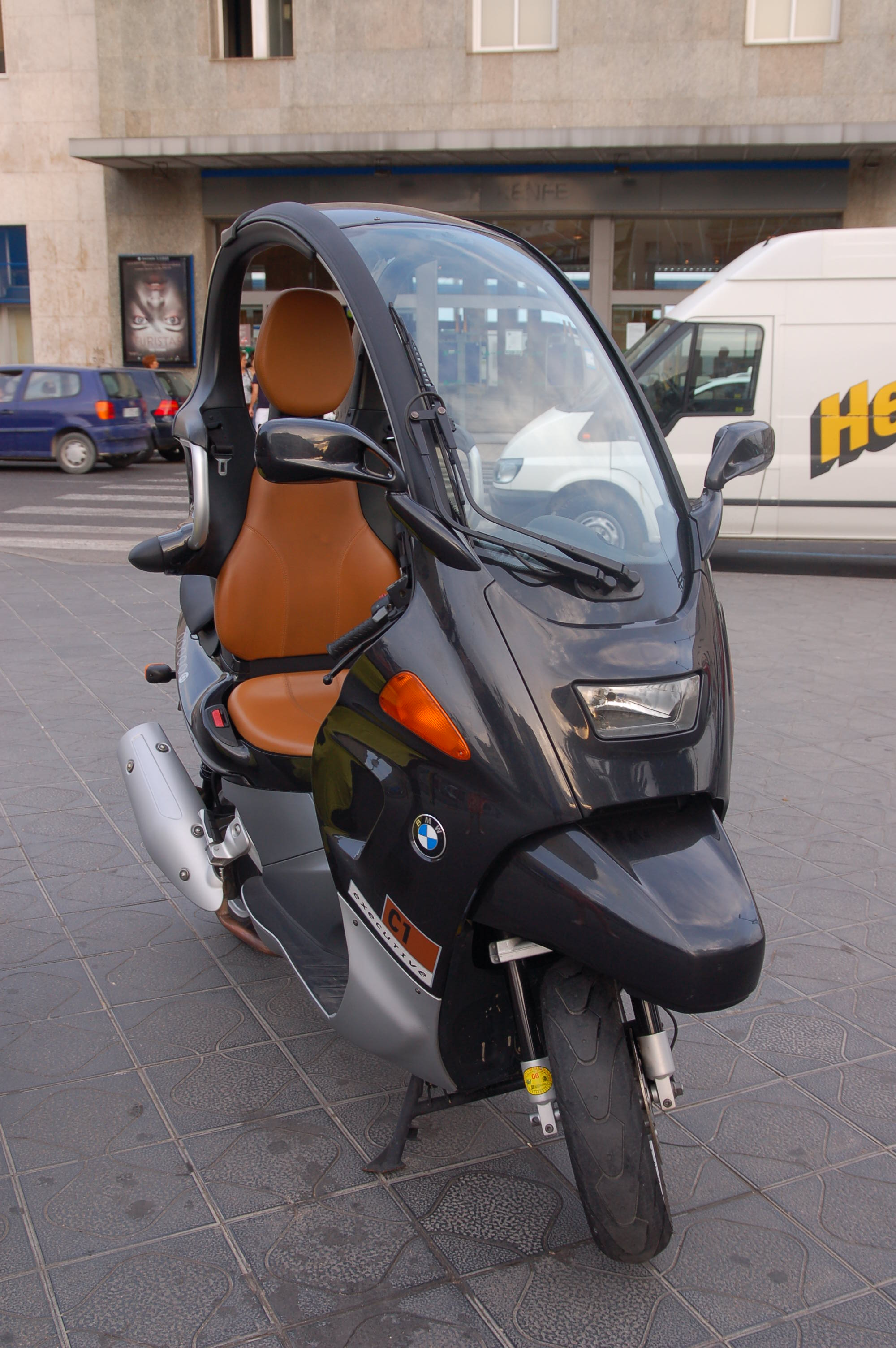
C1 Executive.

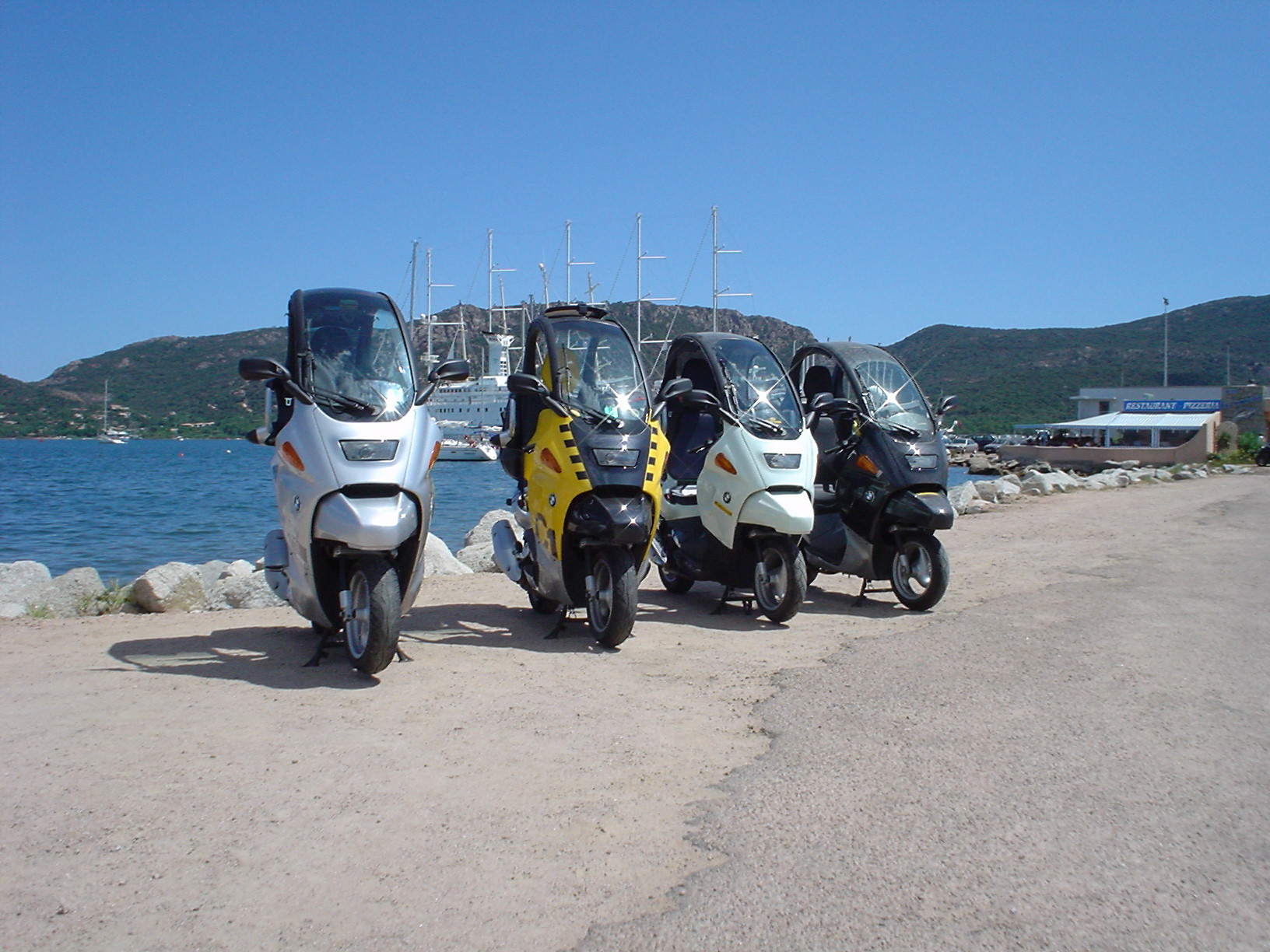
De izquierda a derecha: C1 200 "Executive", C1 200 "Family Friend", C1 125 base, C1 125 "Executive".

- C1 Club de Italia con páginas en castellano
- C1 Owners Club del Reino Unido y venta de piezas de recambio
- C1 Club de Italia
- C1 Forum de Alemania
- Club del Reino Unido para dueños

- Datos: Q796435
- Multimedia: BMW C1 / Q796435